# Lijst van oorlogsmonumenten in Velsen
De Nederlandse gemeente Velsen heeft 14 oorlogsmonumenten. Hieronder een overzicht.
| Nr.  | Object                                   | Herdachte groep                                                                                              | Ontwerper                                                          | Onthulling       | Type            | Locatie                               | Plaats                                 | Coördinaten                   | Foto                           |
| ---- | ---------------------------------------- | --- | ------------------------------------------------------------------ | ---------------- | --------------- | ------------------------------------- | -------------------------------------- | ----------------------------- | ------------------------------ |
| 290  | De Vallende Man                          | militairen in dienst van het Ned. Kon. 1940-1945, burgerslachtoffers, vervolgden Nederland, verzet Nederland | Cor van Kralingen                                                  | 15 februari 1963 | beeld/sculptuur | Slingerduinlaan, 1971 JT              | IJmuiden                               | 52° 27' 1" NB, 4° 37' 50" OL  | De Vallende Man                |
| 291  | Sneevliet-monument                       | verzet Nederland                                                                                             |                                                                    |                  | overig          | Duin en Kruidbergerweg 6, 1985 HG     | Driehuis                               | 52° 26' 39" NB, 4° 37' 55" OL | Meer afbeeldingen              |
| 292  | Monument op begraafplaats Westerveld (2) | burgerslachtoffers                                                                                           | Fri Heil-Verver                                                    |                  | beeld/sculptuur | Duin en Kruidbergerweg 6, 1985 HG     | Driehuis                               | 52° 26' 39" NB, 4° 37' 55" OL | Meer afbeeldingen              |
| 293  | Monument aan de Duinweg                  | algemeen | H.W. van Kempen                                                    | 4 mei 1946       | gedenkbank      | Duinweg, 2082 CA                      | Santpoort                              | 52° 25' 13" NB, 4° 37' 37" OL | Monument aan de Duinweg        |
| 294  | Monument op het Plein 1945               | burgerslachtoffers                                                                                           | J.J. Assink                                                        | 17 april 1948    | plaquette       | Plein 1945, 1971 GA                   | IJmuiden                               | 52° 27' 39" NB, 4° 37' 27" OL |                                |
| 295  | Oorlogsmonument Hoogovens-Mekog-Cemij    | burgerslachtoffers                                                                                           | J.B. Kloos                                                         | 5 mei 1948       | overig          | Wenckebachstraat, 1951 JZ             | Velsen                                 | 52° 28' 29" NB, 4° 38' 0" OL  |                                |
| 296  | Monument op begraafplaats Westerveld (1) | verzet Nederland                                                                                             | J. Selling (ontwerper), Corinne Franzén-Heslenfeld (beeldhouwster) |                  | gedenkmuur      | Duin en Kruidbergerweg 6, 1985 HG     | Driehuis                               | 52° 26' 39" NB, 4° 37' 55" OL | Meer afbeeldingen              |
| 297  | Monument voor de Gevallenen              | militairen in dienst van het Ned. Kon. 1940-1945                                                             | Nicolaas van der Kreek                                             | 5 mei 1948       | beeld/sculptuur | Plein 1945, 1971                      | IJmuiden                               | 52° 27' 37" NB, 4° 37' 31" OL | Meer afbeeldingen              |
| 936  | Monument aan de Haven                    | koopvaardijpersoneel, burgerslachtoffers                                                                     | Han M. Wezelaar                                                    | 7 juli 1955      | beeld/sculptuur |                                       | IJmuiden                               | 52° 27' 35" NB, 4° 37' 31" OL | Meer afbeeldingen              |
| 2626 | Indië-monument                           | militairen in dienst van het Ned. Kon. na 1945                                                               |                                                                    | 31 maart 1995    | gedenksteen     | Slingerduinlaan 4, 1971 JT            | IJmuiden                               | 52° 27' 1" NB, 4° 37' 50" OL  | Indië-monument                 |
| 3016 | Gehavende Vrije Vogel                    | overig | Willem Cerneus                                                     | 4 mei 2005       | beeld/sculptuur | Wenkebachstraat, 1951 JZ              | Velsen-Noord                           | 52° 28' 29" NB, 4° 38' 0" OL  |                                |
|      | Mozaïek Provinciaal Ziekenhuis           | overig | Frans Balendong                                                    | 1946             | opalinemozaïek  | 1951 JZ                               | Santpoort-Zuid                         |                               | Mozaïek Provinciaal Ziekenhuis |
|      | Grafmonument                             | burgerslachtoffers                                                                                           |                                                                    |                  | graf            | Duin en Kruidbergerweg 6, 1985HG      | Driehuis                               | 52° 26' 44" NB, 4° 37' 54" OL | Grafmonument                   |
|      | Oorlogsgraven van het Gemenebest         | geallieerde militairen                                                                                       |                                                                    |                  | grafmonument    | Westerbegraafplaats                   | Driehuis                               | 52° 26' 44" NB, 4° 37' 54" OL | Meer afbeeldingen              |
|      | Stolpersteine                            | vervolgden Nederland                                                                                         | Gunter Demnig                                                      |                  | plaquette       | Zie Lijst van Stolpersteine in Velsen | IJmuiden, Santpoort-Zuid, Velsen-Noord |                               | Meer afbeeldingen              |

Aalsmeer ·
Alkmaar ·
Amstelveen ·
Amsterdam ·
Bergen ·
Beverwijk ·
Blaricum ·
Bloemendaal ·
Castricum ·
Den Helder ·
Diemen ·
Dijk en Waard ·
Drechterland ·
Edam-Volendam ·
Enkhuizen ·
Gooise Meren ·
Haarlem ·
Haarlemmermeer ·
Heemskerk ·
Heemstede ·
Heiloo ·
Hilversum ·
Hollands Kroon ·
Hoorn ·
Huizen ·
Koggenland ·
Landsmeer ·
Laren ·
Medemblik ·
Oostzaan ·
Opmeer ·
Ouder-Amstel ·
Purmerend ·
Schagen ·
Stede Broec ·
Texel ·
Uitgeest ·
Uithoorn ·
Velsen ·
Waterland ·
Weesp ·
Wijdemeren ·
Wormerland ·
Zaanstad ·
Zandvoort